# Arroyo de los Porongos
El arroyo de los Porongos es un pequeño curso de agua uruguayo que atraviesa el departamento de Treinta y Tres perteneciente a la cuenca hidrográfica de la laguna Merín.
Nace en la cuchilla de Dionisio y desemboca en el arroyo del Parao.
En su corto recorrido atraviesa un área ganadera y arrocera.